# Luka, Kiev-Sveatoșîn
Luka (în ucraineană Лука) este un sat în comuna Horenîci din raionul Kiev-Sveatoșîn, regiunea Kiev, Ucraina.

## Demografie
Componența lingvistică a localității Luka
     Ucraineană (98,74%)
     Rusă (1,26%)
Conform recensământului din 2001, majoritatea populației localității Luka era vorbitoare de ucraineană (98,74%), existând în minoritate și vorbitori de rusă (1,26%).